# Letícia Aguiar
Leticia Aguiar (São José dos Campos, 16 de maio de 1980), é uma política brasileira filiada ao Partido Liberal (PL) por São José dos Campos, atual Deputada Estadual em São Paulo.

## Biografia
É natural de São José dos Campos, filha de migrantes do nordeste brasileiro que se estabeleceram na cidade atuando no comércio.
É publicitária e trabalhou por 11 anos na área da comunicação, atuando em agência de publicidade. A sua primeira experiência na política foi nas Eleições Municipais de 2016 quando se candidatou para o cargo de vereadora de São José dos Campos, conquistando 2.816 votos, não tendo sido eleita. Nas Eleições de 2018, lançou sua candidatura para o cargo de deputada estadual de São Paulo, pelo Partido Social Liberal (PSL), representando a Região Metropolitana do Vale do Paraíba e Litoral Norte, obtendo 60.909 votos. A sua atuação na Assembleia Legislativa do Estado de São Paulo tem sido voltada com especial atenção para segurança pública, saúde pública, proteção à família e apoio às entidades sociais.

### Hospital de Campanha do Anhembi
Ganhou destaque em junho de 2020, durante a pandemia causada pelo coronavírus, quando junto com outros deputados estaduais contrários as medidas de isolamento social, entrou no hospital de campanha do Anhembi sem comunicação prévia, o que causou tumulto. Segundo a prefeitura de São Paulo, eles agiram de maneira desrespeitosa com os funcionários presentes, agredindo verbalmente e moralmente os mesmos, bem como pacientes internados. Colocaram em risco a própria saúde e de todos presentes, já que inicialmente não estavam com os equipamentos de proteção adequados. Ainda, gravaram pacientes sem qualquer consentimento, muitos dos quais estavam sendo higienizados em seus respectivos leitos.